# Lonja de los Paños (Cracovia)
La lonja de los Paños o Sukiennice es un edificio renacentista del centro de Cracovia, Polonia, uno de los iconos más reconocibles de la ciudad. Da forma a la zona central de la plaza del Mercado (en polaco: Rynek Główny) en el casco antiguo de Cracovia (que es Patrimonio Mundial de la UNESCO desde 1978). Dispuesto según un eje norte-sur, sus fachadas opuestas son simétricas en relación con los ejes de las entradas. Reúne elementos arquitectónicos de épocas muy diferentes, y constituye una síntesis global de la arquitectura de Cracovia.

## Historia
Antiguamente fue un centro importante de comercio internacional de la antigua capital polaca. Los viajeros comerciantes se reunían allí para hablar de negocios y practicar el trueque. Durante su época dorada en el siglo XV, el Sukiennice fue fuente de una variedad de importaciones exóticas de Oriente, destacando especias, seda, cuero y cera, mientras que Cracovia exportaba materiales textiles, plomo y la sal de las minas de Wieliczka.
Cracovia, la capital real de Polonia, fue una de las ciudades más impresionantes de Europa ya desde antes de la época del Renacimiento. Sin embargo, su prosperidad no duraría indefinidamente. El declive de la ciudad se vio acelerado por las guerras y la política que llevaron a las particiones de Polonia a finales del siglo XVIII. En el momento de la restauración arquitectónica propuesta para el Sukiennice en 1870 por el reino de Austria-Hungría, gran parte del centro histórico de la ciudad estaba decrépito. Sin embargo, un cambio en la fortuna política del reino de Galitzia y Lodomeria marcó el comienzo del renacer de locales de todo tipo debido a la Asamblea Legislativa de reciente creación o Sejm, y la exitosa renovación de la lonja de los Paños fue uno de los mayores logros de este período.
El Salón ha organizado un sinnúmero de actos con distinguidos invitados a largo de los siglos y todavía se utiliza para entretener a monarcas y dignatarios. El príncipe Carlos de Inglaterra y el emperador Akihito de Japón se dieron cita en él en el año 2002. En el pasado, se celebraban fiestas en él , sobre todo después de que el príncipe Jozef Poniatowski hubiese liberado a la ciudad del imperio austríaco en 1809. Aparte de su gran historia y gran valor cultural, la sala aún florece como un bullicioso centro de comercio, si bien ofrecen artículos a la venta que son muy diferentes de los de siglos anteriores (actualmente sobre todo recuerdos para turistas).

## Historia del edificio
El edificio Sukiennice fue construido en varias etapas durante un período que va desde 1257 hasta el presente. En el siglo XIII, se dispusieron en el centro de la plaza del Mercado puestos para la venta de telas al por mayor, de ahí el origen de su nombre. El edificio en sí se remonta a la época en que reinaba Casimiro el Grande. Fue él quien, en 1358, construyó un edificio de 108 m de largo y 10 m de anchura al que se accedía por dos portales ojivales ubicados en el centro de las fachadas principales. Este edificio sobrevivió hasta 1555 cuando se quemó. Se le añadieron los elementos de estilo renacentista, así como los mascarones atribuidos a Santi Gucci. Giovanni Maria Mosca dividió horizontalmente el edificio en dos partes conectando los dos pisos mediante escaleras situadas en los lados más cortos.
Las últimas obras importantes se realizaron de 1875 a 1879 por Tomasz Pryliński (1847–1895), que añadió las arcadas neogóticas de piedra para dar elegancia al edificio.

### Planta baja
En la planta baja del edificio se encuentran las galerías de arcadas ojivales neogóticas, así como la iconografía de los capitales diseñados por Jan Matejko. Las arcadas se rematan con una balaustrada neogótica de piedra con una coronación decorada con mascarones que se atribuyen a Santi Gucci (escultor y arquitecto). El edificio cuenta con dos escaleras situadas en los extremos. La planta baja alberga también puestos de madera y tiendas de artesanía artística. El transepto está reservado para exposiciones de arte dilettantes.

### Planta de piso
En la planta de piso, a la que se accede a través de una entrada al lado de la puerta principal, hay una sección del Museo Nacional de Cracovia, la Galería de arte polaco del siglo XX, donde también se programan conciertos.

### Planta subterránea
En 2010 se inauguró un nuevo Museo bajo el Rynek de Cracovia (en polaco: Podziemia Rynku w Krakowie), adscrito al Museo de Historia de la ciudad de Cracovia, instalado bajo la plaza con un acceso por Sukiennice.

## Galería de imágenes

Vistas históricas del edificio
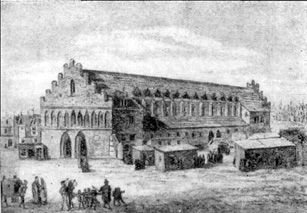
Lonja gotica, hasta 1555
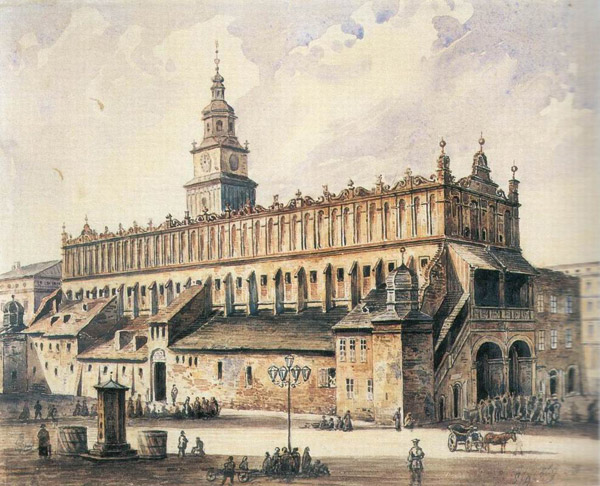
Lonja renacentista, hasta 1879
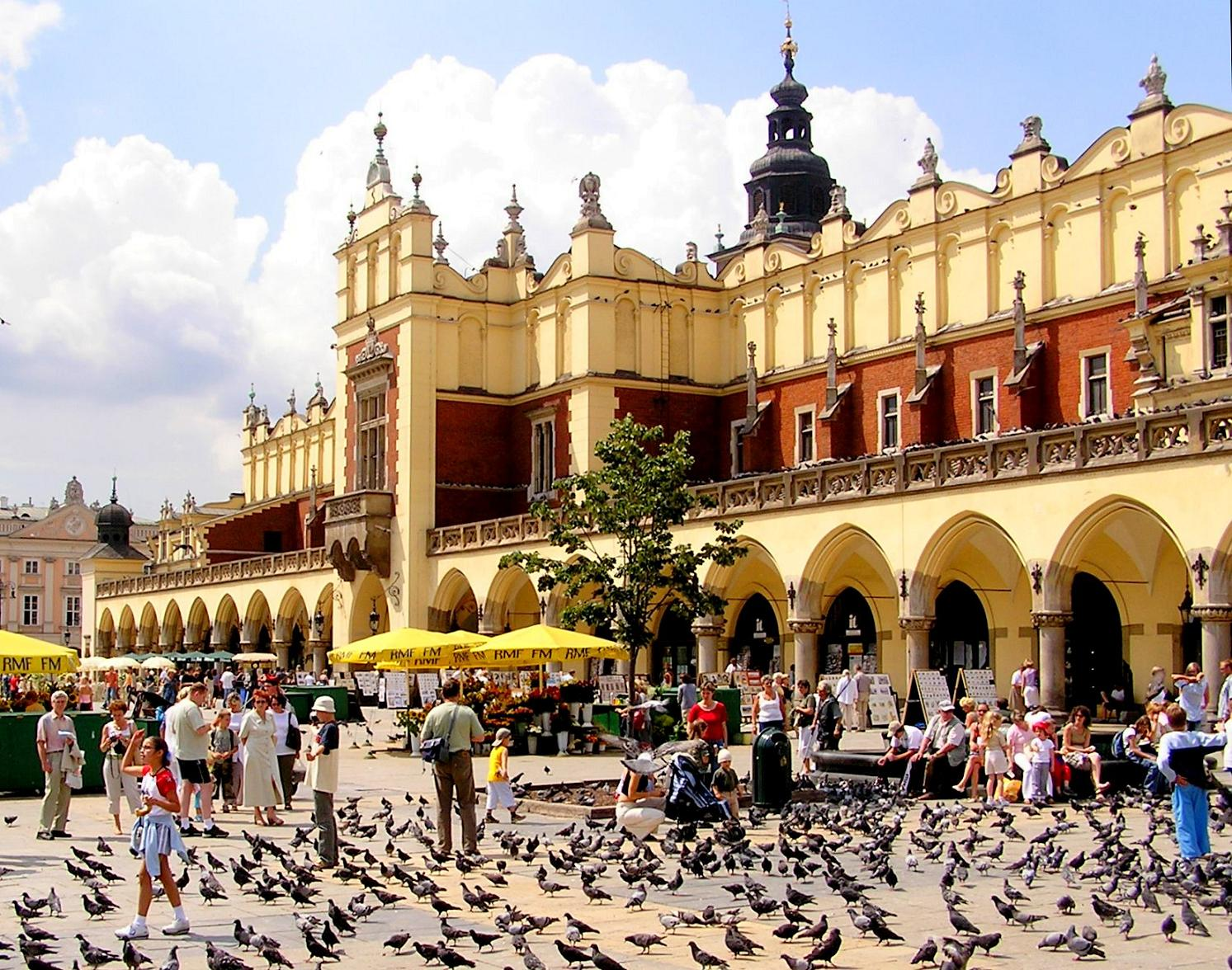
Fachada este

El edificio actual
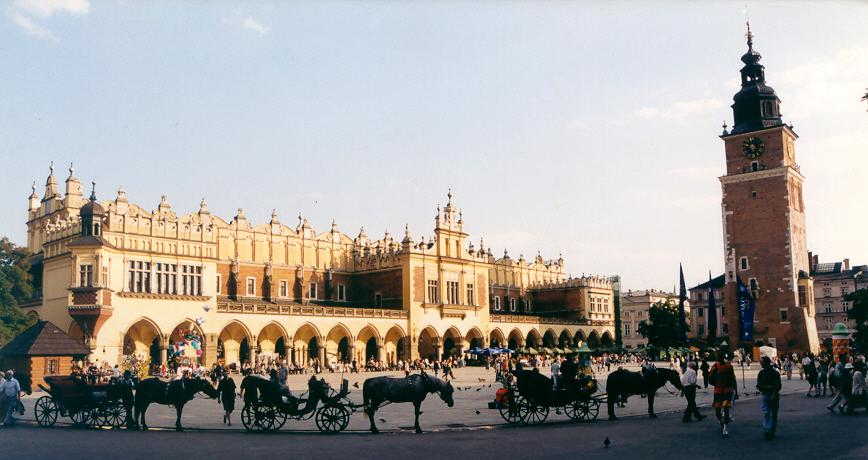
El Sukiennice y la Torre del Ayuntamiento
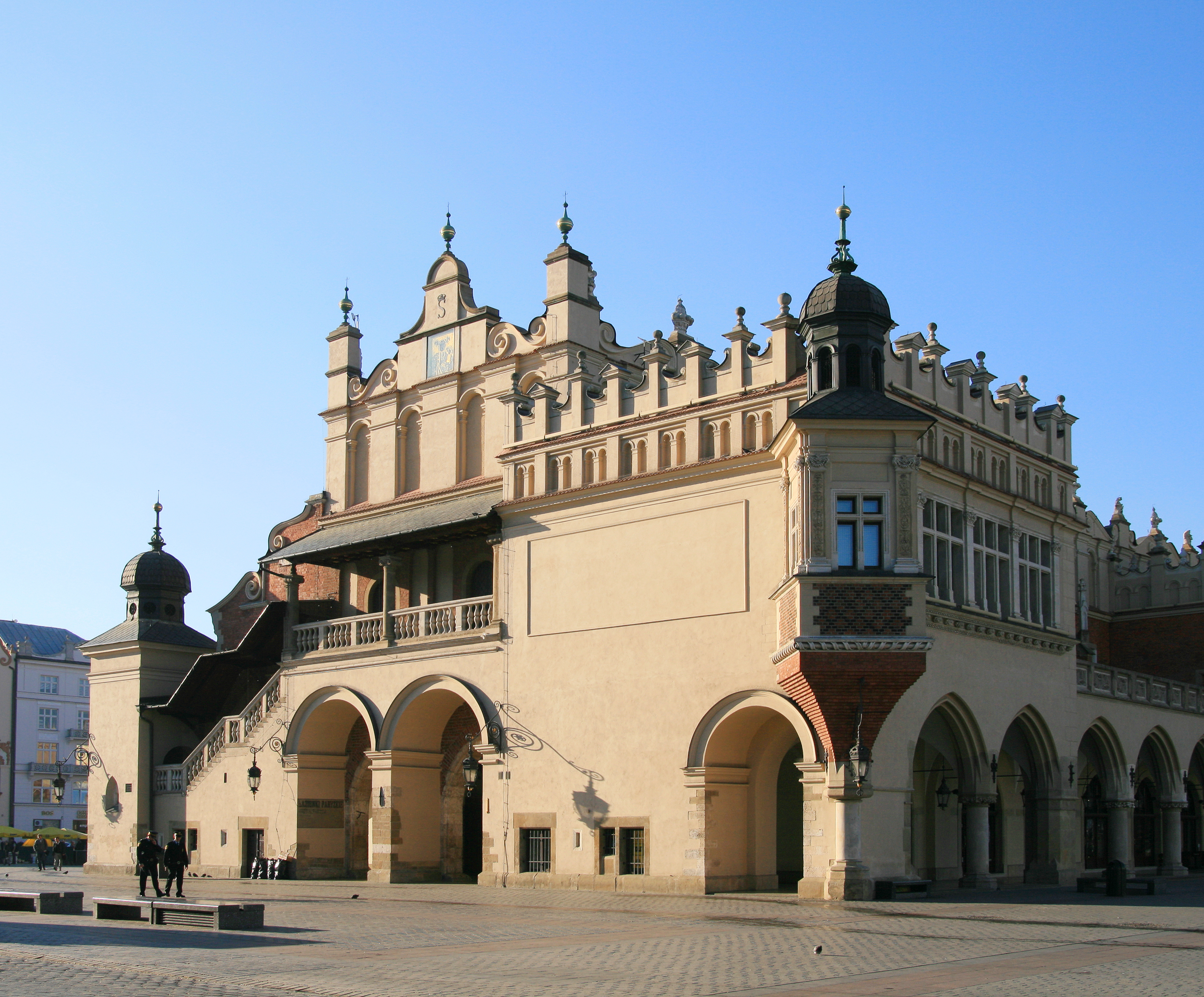
Fachada norte.
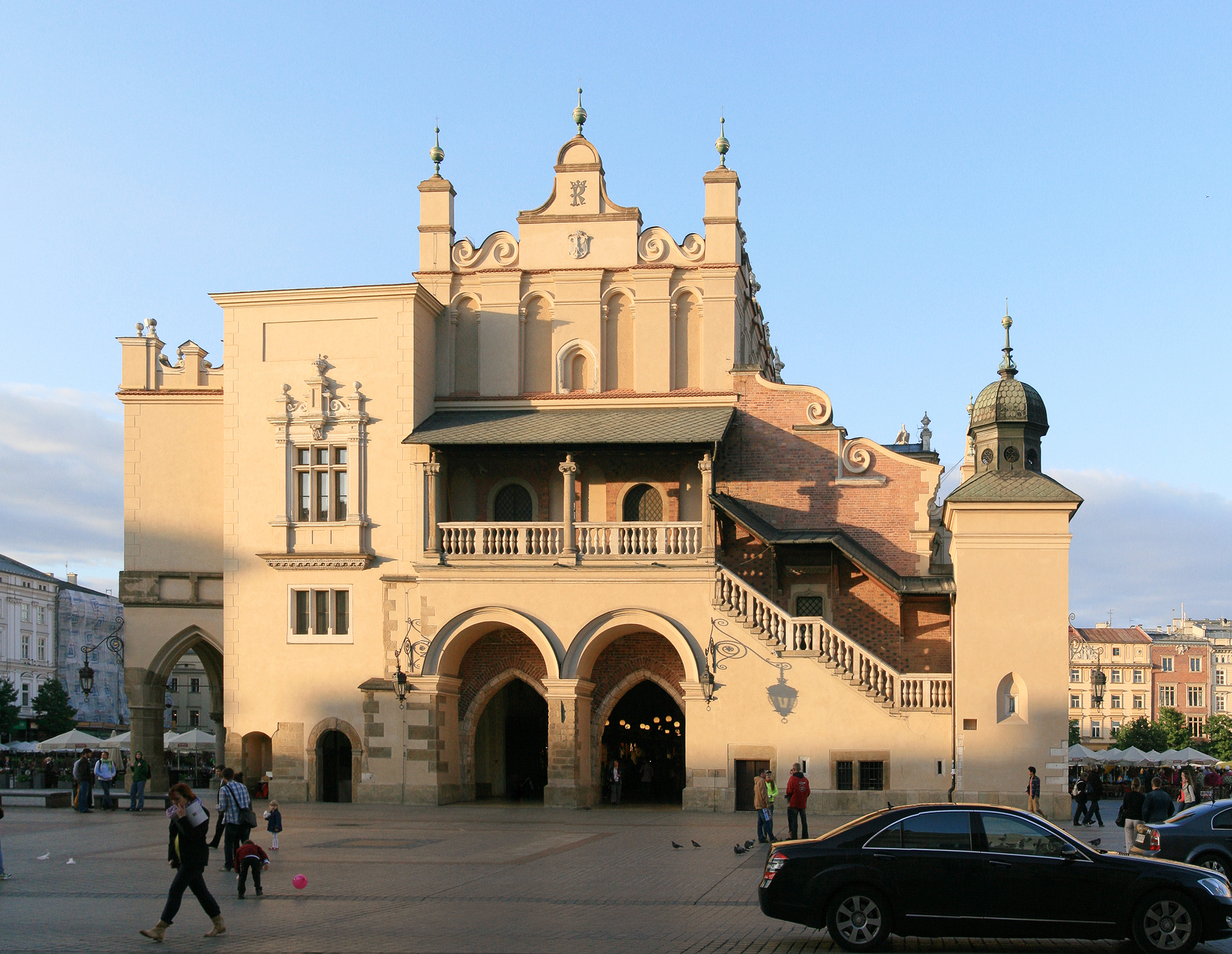
Fachada sur.
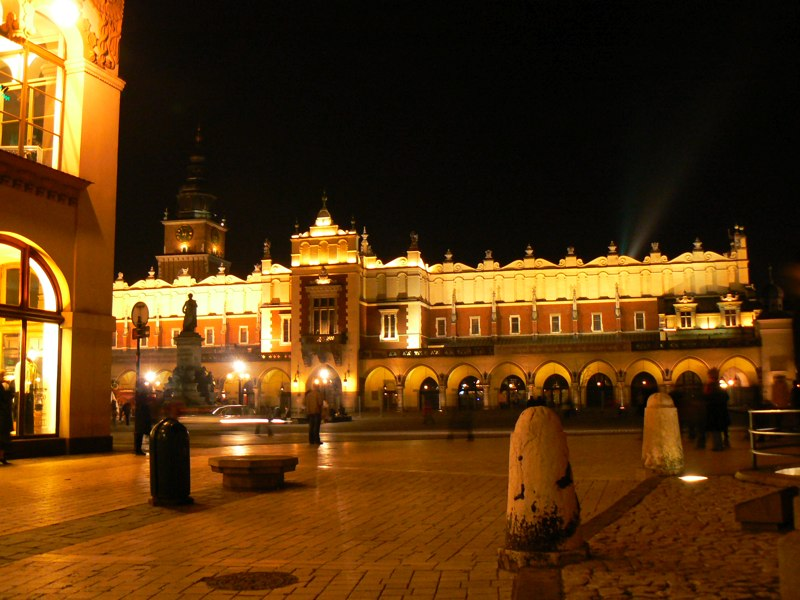
Vista nocturna del edificio.
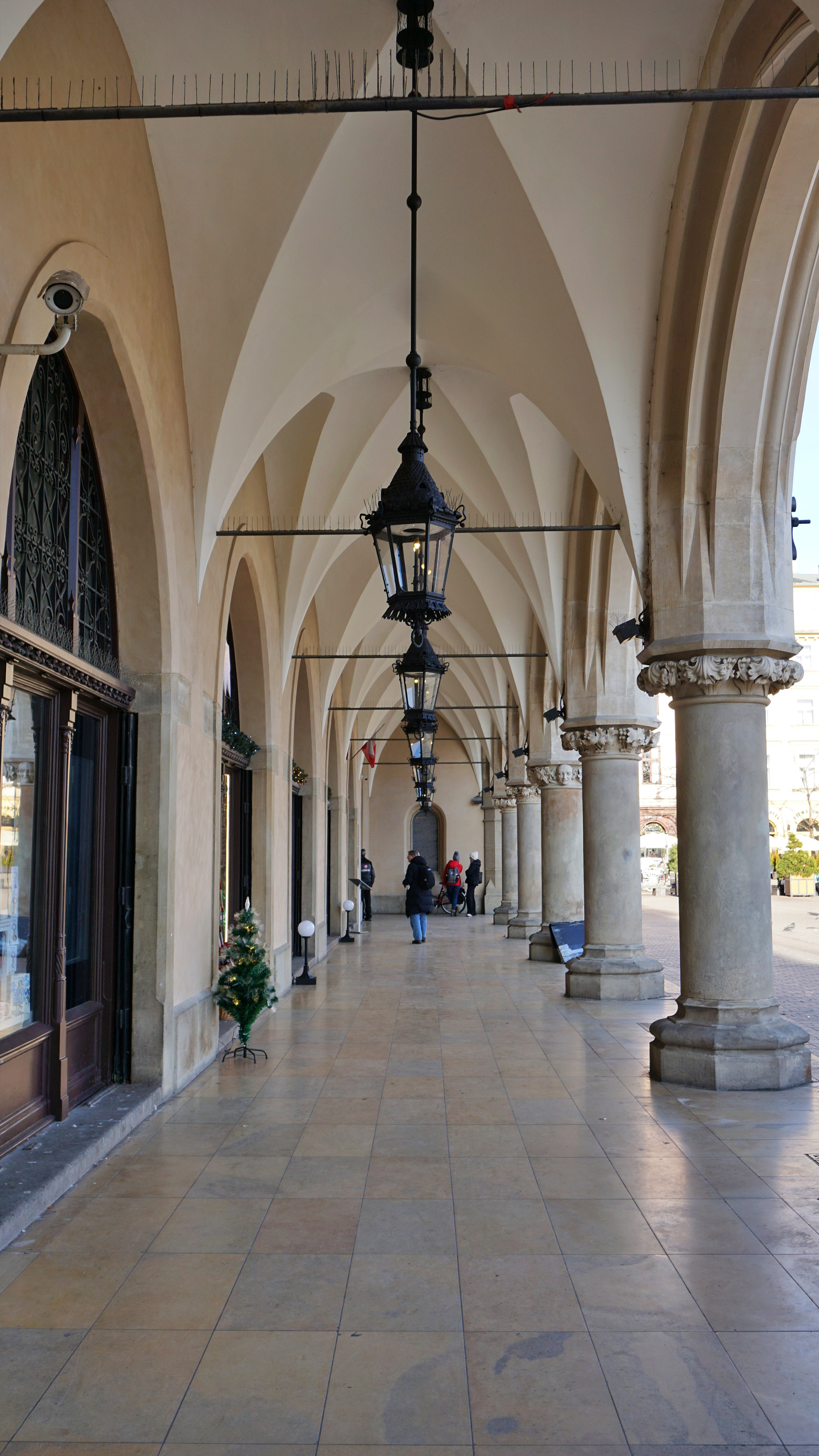
Arcadas del lado este. Hay iluminación de gas en la parte central.

Interior y detalles
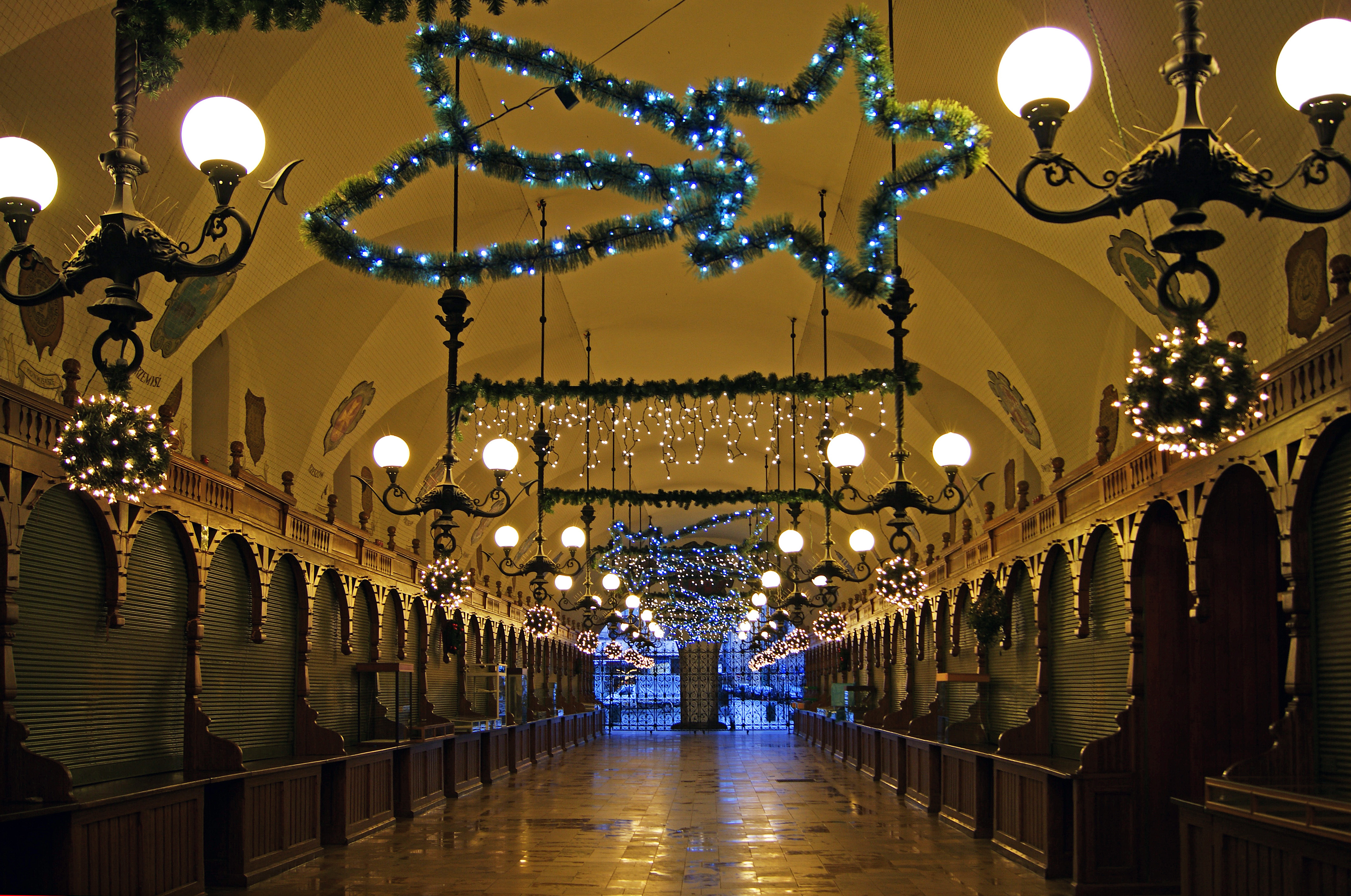
Interior de la lonja de los Paños con los puestos cerrados
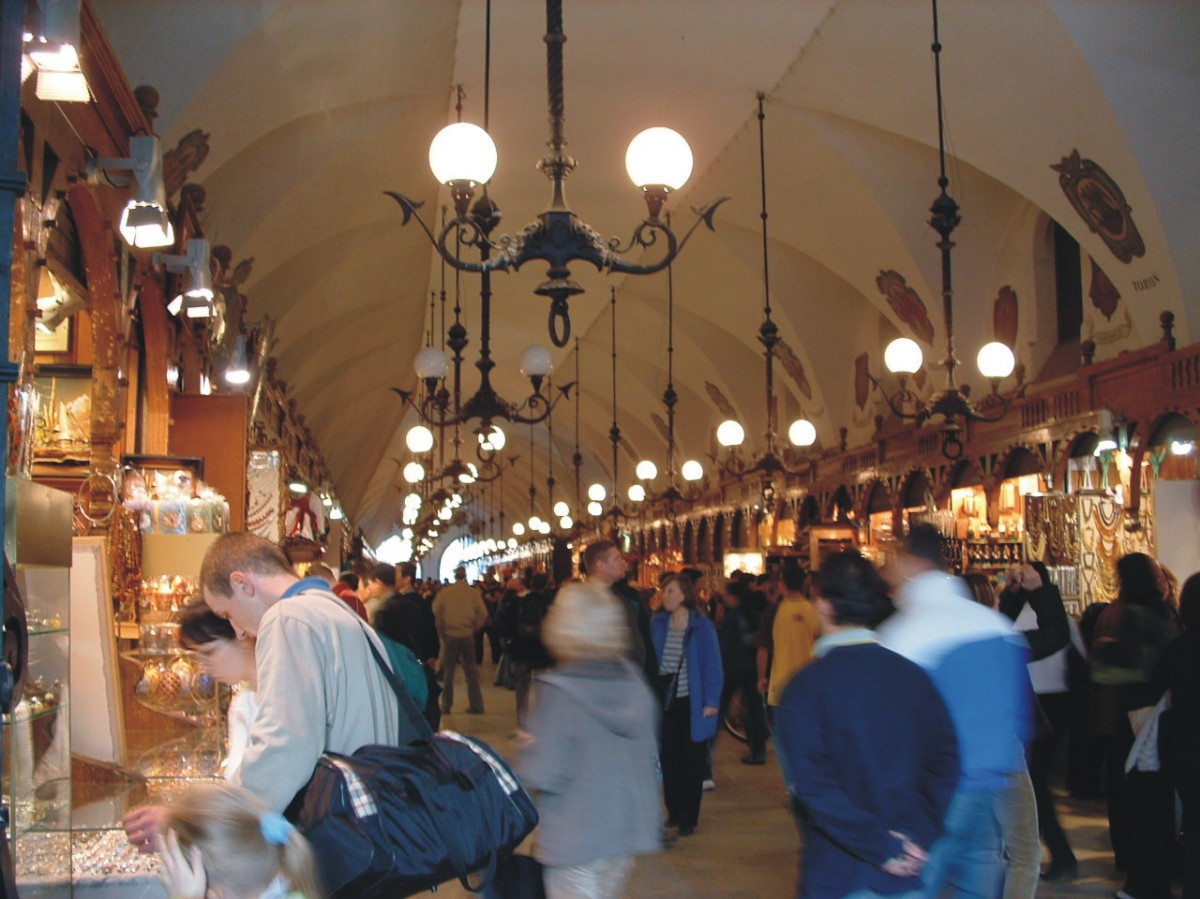
Interior con los puestos abiertos.
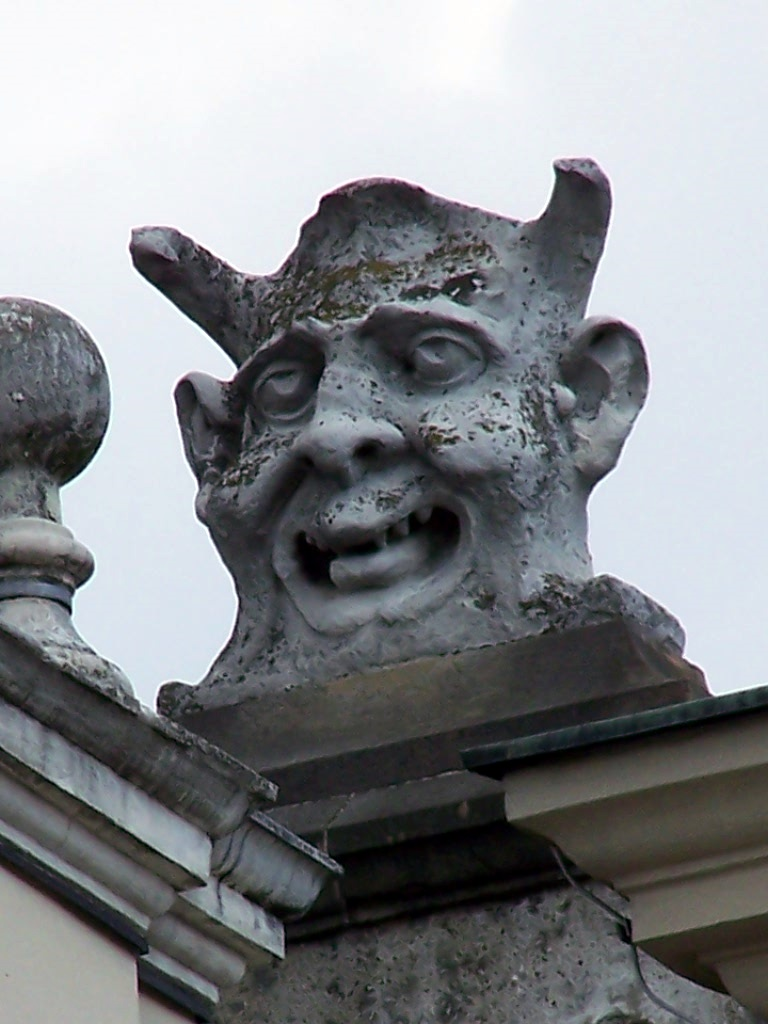
Uno de los mascarones.
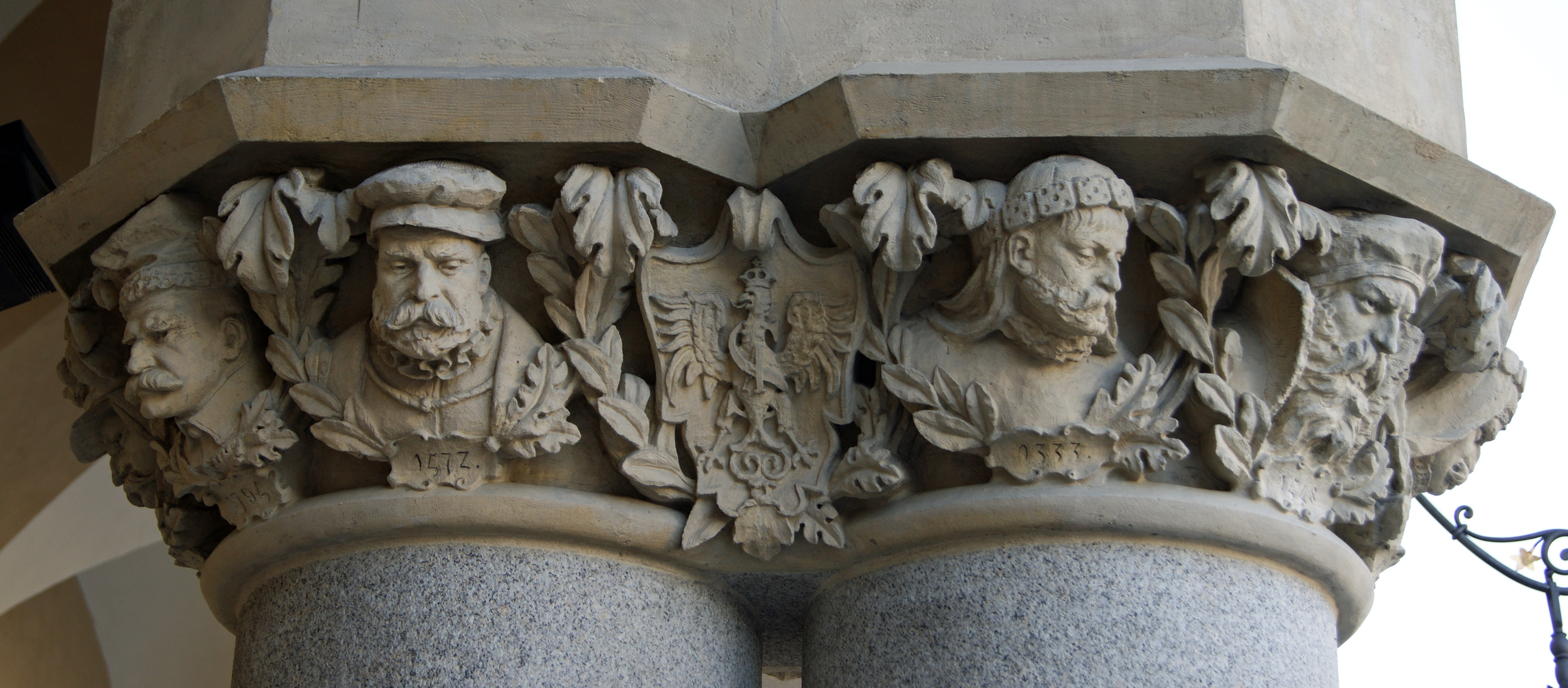
Detalle de capitel de la arcada neogótica, diseño de Jan Matejko.